# Eatin' on the Cuff
Pour plus de détails, voir Fiche technique et Distribution.
Eatin' on the Cuff, sous-titré  or The Moth Who Came to Dinner est un court métrage d'animation de la série américaine Looney Tunes réalisé par Bob Clampett, produit par les Leon Schlesinger Productions et sorti en 1942.

## Synopsis
Un pianiste (Leo White) nous raconte l'histoire d'une mite mâle qui doit se rendre au mariage avec sa bien-aimée, une jolie abeille. 
Le matin avant la cérémonie qui doit avoir lieu à 3 heures de l'après-midi, la mite s'éveille lentement de la pochette d'un complet suspendu à un cintre. Se souvenant de la nouvelle du mariage, il prend son élan pour manger son petit-déjeuner, qui consiste à avaler successivement une veste (les objets à l'intérieur tombent), une robe à fleurs (les fleurs sont épargnées et tombent en deux bouquets dans les bottines), une fourrure de renard (le renard est tondu et révèle une perruque à la Adolf Hitler ainsi qu'une moustache en brosse hitlérienne, toutes deux rasées à la fin), puis enfin une autre veste, qui est rétrécie à un format de vêtement pour poupée. 
La mite, en costume de marié avec canne et chapeau-claque, se rend à pieds au lieu du mariage en chantant une version enjouée de la marche nuptiale traditionnelle. En passant devant un bar, elle s'arrête devant une jambe de pantalon de toute beauté et ne résiste pas à la dévorer, ainsi que le reste du pantalon. Elle s'attaque ensuite à tous les pantalons des personnes présentes, révélant leurs dessous et les faisant fuir. Repue, elle mâchonne encore une bouchée, en retire un « os » (une braguette) puis sommeille.     
Mais le temps a passé et la future mariée en pleurs attend son futur époux qui n'est pas venu à l'heure. Celui-ci se réveille brutalement en voyant que sa montre marque 3 h 30 et court au rendez-vous. Mais il dérape dans une flaque de bière et une araignée cherche à se saisir de lui. Le voyant englué, l'araignée prend son temps pour se refaire une beauté devant son miroir, se maquille  et place une perruque sur la tête qui cache son œil à la façon de Veronica Lake. Malheureusement, son nez en forme de patate ressurgit peu après et brise le charme. Elle se précipite cependant devant la mite, se met en place et fait son numéro de charme. Elle lui tend ses lèvres... jusqu'à ce que son nez effrayant réapparaisse. La mite, horrifiée, s'enfuit. Elle est poursuivie par l'araignée folle d'elle et tous deux courent autour de la main d'un joueur de cartes puis sur une série de glaçons flottant dans la limonade (l'araignée rebondit sur les glaçons comme un lapin). 
L'araignée tombe par mégarde au fond du compotier à limonade. Les bulles font soulever sa perruque. Elle en ressort, plus déterminée que jamais. Elle découvre dans un livre que les mites sont attirées par une flamme. Elle utilise la flamme d'un briquet pour l'hypnotiser : la flamme devient une main qui impose sa volonté à la mite. Une fois la mite attrapée, l'araignée folle de joie l'emmène dans sa maison (une petite cabane) au centre de sa toile, et s'y enferme en placardant des avis à l'extérieur comme : « Ne pas déranger », « Ne pas ouvrir avant Noël » « Jeunes mariés ». 
La mite crie au secours. L'abeille, qui s'en allait déçue, l'entend et reconnaît la voix de son fiancé. Elle accourt, se transforme en bombardier « bee-19 » (jeu de mots avec B-19) et entre dans la maison de l'araignée (en la soulevant comme une boîte). Elle s'interpose, montre son dard. L'araignée fait de même et un combat à l'épée-dard s'engage. L'abeille le gagne, puis se présente à son fiancé en prononçant la phrase stéréotypée : « Mon héros ! ». La mite, qui s'était cachée durant le combat, prend un air timide et dit « C'n'était rien ! ». Mais l'abeille le prend dans ses bras et l'embrasse furieusement.  
Le pianiste conclut qu'ils firent un nid douillet dans un gilet et vécurent heureux, mais ne comprend pas comment une belle abeille a pu se marier à une mite bête. La mite l'a entendu, et, furieuse, lui mange tout son pantalon. Le pianiste en caleçon, gêné, court à travers la pièce comme un fou en se heurtant aux accessoires.

## Fiche technique
Source IMDb
- Titre original : Eatin' on the Cuff

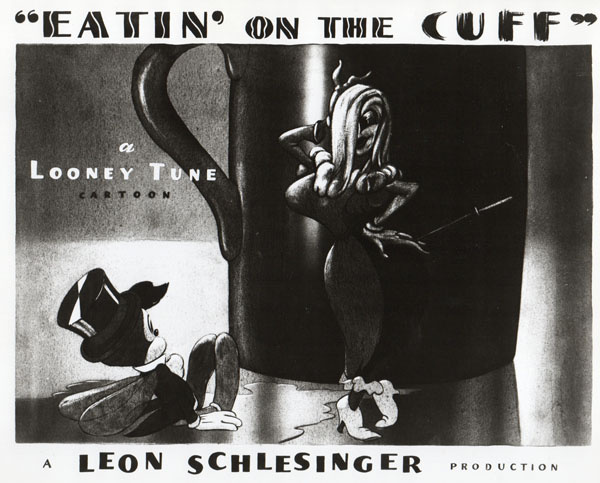
Carte publicitaire du film.

- Titre alternatif : The Moth Who Came to Dinner
- Réalisation : Bob Clampett
- Scénario : Warren Foster
- Montage : Treg Brown
- Musique : Carl W. Stalling
- Production : Leon Schlesinger
- Société(s) de production : Leon Schlesinger Studios
- Société(s) de distribution : Warner Bros.
  - Warner Bros. en 1942 au cinéma (États-Unis)
  - Warner Home Video en 2007 (DVD) (États-Unis)
- Pays d’origine :  États-Unis
- Langue originale : anglais
- Format : noir et blanc — 35 mm — 1,37:1 — son Mono — procédé cinématographique : sphérique
- Genre : court métrage comique
- Durée : 7 minutes
- Dates de sortie :
  - États-Unis : 22 août 1942

### Animation
- Virgil Ross animateur
- Robert McKimson animateur (non crédité)
- Rod Scribner (en) animateur (non crédité)

## Musiques
Aucune n'est portée au générique.
- Yankee Doodle

Classique traditionnel américain
- Frankie and Johnny

Musique par Bert Leighton
- Shortnin' Bread

Classique folklorique américain
- Der Deitcher's Dog (Oh Where, Oh Where, Has My Little Dog Gone)

Par Septimus Winner, d'une chanson folkorique allemande.
- Bridal Chorus

Issue de l'opéra Lohengrin de Richard Wagner
- Light Cavalry Overture (en) (Ouverture de Cavalerie légère)

Musique par Franz von Suppé

## Distribution

### Doublage original (américain)
Source IMDb
- Elvia Allman : Black Widow Spider (« l'araignée veuve noire ») / danseuses
- Sara Berner : Honey Bee, l'abeille fiancée / danseuses
- Mel Blanc : le narrateur jouant au piano / la mite / Rochester
- Leo White : le joueur de piano

## Autour du film
Les séquences du film où joue le pianiste ainsi que quelques plans avec le costume sont en vidéo, avec du dessin animé surajouté. Bien que l'acteur Leo White en pianiste soit le narrateur, sa voix a été doublée par Mel Blanc. 